# جولی بیندل
جولی بیندل (انگلیسی: Julie Bindel؛ زادهٔ ۲۰ ژوئیهٔ ۱۹۶۲) روزنامه‌نگار، نویسنده، منتقد فرهنگی اهل بریتانیا است.